# 董志稷
董志稷 （1588年—？），字配公，号天醒，浙江杭州府海寧縣竈籍。明朝政治人物。

## 生平
萬曆三十七年（1609年）己酉科浙江鄉試六十八名舉人，萬曆四十四年（1616年）丙辰科三甲二十二名進士，刑部觀政，授廣州府推官，四十六年本省同考，天啓二年考察，補永平府推官，五年升工部都水司主事，崇祯元年管南旺閘，三年升员外郎，歷郎中，官至汾州府知府。

## 家族
曾祖董堯卿，庠生。祖父董學禮。父董思友，號望川，生平立心誠恕，制行貧且益堅。仗義解紛，一介不苟，久要不忘。用訓二子志舜、志稷为清白吏，以季子志稷貴，赠工部都水司主事。兄董志舜，萬曆十三年乙酉科舉人，官零陵縣知縣。